# Апи (Арјеж)
Апи (фр. Appy) је насељено место у Француској у региону Миди Пирене, у департману Арјеж.
По подацима из 2011. године у општини је живело 29 становника, а густина насељености је износила 4,75 становника/km².

## Демографија
| 1962. | 1968. | 1975. | 1982. | 1990. | 2011. |
| ----- | ----- | ----- | ----- | ----- | ----- |
| 34    | 27    | 20    | 14    | 7     | 29    |